# 이촌동
이촌동(二村洞)은 대한민국 서울특별시 용산구에 있는 법정동이다.

## 개요
이촌동은 한강대교 북쪽, 한강변 좌우에 위치해 있으며, 조선말까지도 모래벌판이었다. 그래서 여름에 큰 장마가 지면 강 가운데에 섬을 이루고 살던 사람들이 홍수를 피해 강변으로 옮겼던 관계로 동명도 ‘이촌동’(移村洞)으로 불리다가 일제 때, 이촌동(二村洞)으로 개칭되었다. 조선시대 초에 한성부의 성저십리에 속했으나 1751년 영조 27년에 한성부 서부 용산방(성외) 사촌리계·신촌리계로 칭하다가 갑오개혁 때 서서 용산방(성외) 사촌리계의 사촌리, 신촌리계의 신촌동으로 되었다. 1910년 한일강제병합 후 1911년 1월 4일, 일제는 이촌동 지역 중에서 신초리를 경기도 경성부 한지면으로 편입하고 나머지는 용산면에 소속시켰다. 이어서 1913년 12월 11일에 경성부 서부에 편입하고, 1914년 4월 1일 경성부 이촌동으로 하였다. 1936년에 이촌동은 이촌정으로 개칭되었다가 1943년 6월 10일 용산구에 속했다가 1946년 10월 1일 일제식 동명칭 정리로 이촌동이 되어 오늘에 이르렀다.
이촌1동은 한강로 동북 지역에 이촌동의 행정을 담당하는 동장 관할 구역이다. 일명 동부이촌동이라고 칭하는 이촌1동은 일제 때는 알 수 없으나, 1947년말 당시에 한강로1가와 같이 이촌동의 전 지역을 한강로1가동회에서 행정을 맡았다. 이어서 1955년 4월 18일 한강로2가 일부, 용산동5가와 같이 한강로2가 1동사무소에서 행정을 담당하였다. 이촌2동은 서부이촌동으로도 부른다.

## 법정동
- 이촌동

## 교육
- 서울신용산초등학교
- 용강중학교
- 중경고등학교

## 교통

### 지하철
- ● 수도권 전철 4호선,● 수도권 전철 경의·중앙선
  - 이촌역

### 교량
- 한강대교
- 동작대교
- 원효대교

## 명소
- 노들섬

이촌동에서 양율으로 이어지는 한강대교 중간에는 노들섬(구 중지도)이 있다. 이 섬은 전에 ‘납천정리’라고 했는데, 이는 이 마을 물맛이 좋은 우물이 있어서 이 우물을 관중에 상납했기 때문에 붙여진 이름이다. 이 마을은 한강대교가 가설되면서 폐동되고 우물도 자취를 감추었다. 현재 노들섬은 체육공원으로 가꾸어져 있고, 한강에서 낙하산 훈련중 동료를 구하고 추락사한 이원등 상사의 동상이 세워져 있다.

## 주거
| 단지명              | 건설사              | 시행사                                   | 주소                 | 입주       | 비고                     |
| ------------------- | ------------------- | ---------------------------------------- | -------------------- | ---------- | ------------------------ |
| 엘지 한강자이       | ㈜엘지건설          | 이수건설                                 | 용산구 이촌로64길 15 | 2003년 4월 | 한강외인 재건축          |
| 이촌 삼성리버스위트 | 삼성물산㈜ 건설부문 | 청탑·한신 재건축조합                     | 용산구 이촌로88길 30 | 2002년 4월 | 청탑·한신맨션 재건축     |
| 래미안 첼리투스     | 삼성물산㈜ 건설부문 | 렉스아파트 주택재건축정비사업조합        | 용산구 이촌로 300    | 2015년 8월 | 렉스 삼익 재건축         |
| 이촌 동부센트레빌   | 동부건설            | 한강복지아파트 재건축조합                | 용산구 이촌로 174    | 2001년 6월 | 이촌복지 재건축          |
| 한가람              | 건영                | 동부이촌동 공무원아파트 A지구 재건축조합 | 용산구 이촌로 201    | 1998년 9월 | 이촌공무원(A지구) 재건축 |
| 강촌                | 건영                | 이촌1동 공무원아파트 B지구 재건축조합    | 용산구 이촌로81길 14 | 1998년 1월 | 이촌공무원(B지구) 재건축 |